# رون كارتر (مهندس مدني)
رون كارتر (بالإنجليزية: Ron Carter)‏ هو مهندس مدني نيوزيلندي، ولد في 17 يونيو 1935 في أوكلاند في نيوزيلندا.